# Baronnie de Forth
Ne pas confondre avec la baronnie de Forth dans le comté de Wexford
fin XIIe siècle – ?
Entités précédentes :
- Pays des O'Nollan's

Entités suivantes :
- Comté de Carlow

La baronnie de Forth est l'une des sept baronnies historiques (en) du comté de Carlow. Son origine remonte à l'invasion normande de l'Irlande et son chef-lieu était alors le manoir et le bourg médiéval de Fothered.

## Géographie

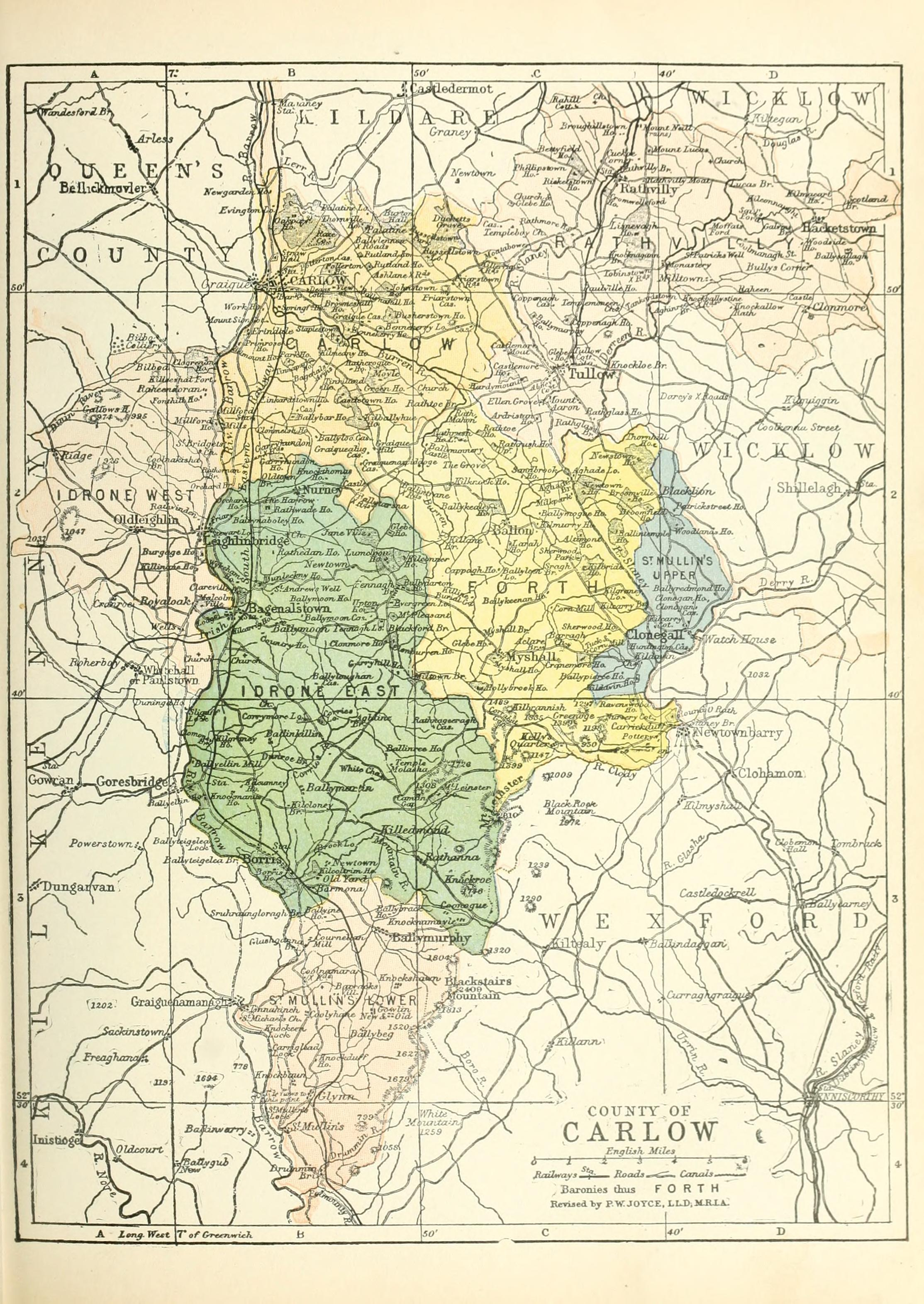
Les baronnies historiques du comté de Carlow en 1900

Le territoire de cette baronnie se situait au Sud-Est de Carlow et au Sud de Tullow. Il s'étendait vers le sud au-delà du village de Myshall si on se réfère à ce qu'il était au début du XXe siècle. Ces limites différent du fief médiéval de Forth (Fothered O'Nollan) qui couvrait une aire géographique plus importante.

### Paroisses
Six paroisses :
- Ballon
- Barragh
- Bendenstown
- Myshall (en partie)
- Pubbledrum
- Templepeter

### Townlands
Liste des townlands :

## Histoire

### Une baronnie féodale (Fothered)
En 1174, Richard FitzGilbert de Clare, lord du leinster inféoda les baronnies de Forth, Idrone et Glascarrie à Raymond le Gros puis une motte castrale (château de Fodredunolan, Villa Castri) fut construite en 1181 au lieu-dit Castlemore. À l'époque, cette baronnie féodale (en) s'étendait plus au nord comme l'attestent deux chartes qui montrent que « Grangeford » et « Straboe » en faisaient partie. Les territoires de Raymond le Gros retournant dans la famille de Clare après le décès de sa veuve Basilia car il n'a pas eu d'héritier. Un deuxième château fut érigé dans la seconde moitié du XIIIe siècle par les comtes de Norfolk (Famille Bigot) en remplacement de la motte castrale devenue obsolète. Il s'agit du manoir de Fothered et celui-ci était à priori au Nord-Est de l'ancienne motte,.
Les templiers possédaient également des biens dans la baronnie de Forth. À savoir des terres de la grange de Forth (Grange of Fotherd), ce qui correspond à la paroisse de Grangeford. Ces terres furent reprises par la comtesse Maud de Clare qui les confia à David de Pembroke. Également des biens à Rathronan d'une valeur significative (37 £) et à Athkilthan, incluant des forêts dont le bois fut donné à Edmund le Botiller, comte de Carrick afin de restaurer les bâtiments de la commanderie de Ballygaveran (Gowran (en)). Ces biens, en particulier ceux de la grange de Forth, se trouvaient à proximité de la commanderie de Killergy considérée comme d'origine hospitalière qui, à cette époque, semble se trouver dans la baronnie de Forth.
Le bourg de Fothered comptait déjà plus de cent habitants en 1306, à savoir soixante-dix-neuf citadins (Burgages) et vingt-neuf fermiers (Cottagers).
Il apparaît comme étant le premier bourg après Carlow au début du XIVe siècle et disparaît à la suite de la reconquête de ces territoires par les Irlandais.